# Rhagium mordax
Rhagium mordax es una especie de escarabajo longicornio del género Rhagium, tribu Rhagiini, familia Cerambycidae. Fue descrita científicamente por Degeer en 1775.
Se distribuye por Albania, Alemania, Inglaterra, Austria, Bélgica, Bosnia y Herzegovina, Bulgaria, Croacia, Dinamarca, Escocia, España, El Salvador, Estonia, Francia, Hungría, Irlanda, Italia, Letonia, Lituania, Luxemburgo, Macedonia, Moldavia, Noruega, Nueva Guinea, Países Bajos, Polonia, Rumania, Rusia europea, Eslovaquia, Eslovenia, Suecia, Suiza, Chequia, Ucrania y Yugoslavia. Mide 13-26 milímetros de longitud. El período de vuelo ocurre en los meses de marzo, abril, mayo, junio, julio, agosto y septiembre.